# Anergui-Tal
Das Anergui-Tal ist eines der ursprünglichsten Hochtäler an der Nordflanke des Hohen Atlas in der Provinz Azilal in der Region Béni Mellal-Khénifra in Marokko.

## Lage
Das Anergui-Tal befindet sich etwa 80 bis 120 km (Fahrtstrecke) südöstlich von Beni Mellal in einer Höhe von etwa 1500 m. Erst seit wenigen Jahren führt eine kurvenreiche, aber streckenweise asphaltierte Straße (R306) von Ouaouizeght aus in das vom Assif Melloul durchflossene Tal. Es ist auch von Imilchil aus (ca. 65 km nordöstlich) oder vom Aït Bougoumez-Tal (ca. 90 km südwestlich) – am besten im Rahmen von mehrtägigen Trekking-Touren – zu erreichen.

## Bevölkerung
Die Bevölkerung gehört überwiegend dem Berberstamm der Aït Sukhmane an und spricht einen regionalen Dialekt des Zentralatlas-Tamazight. Aber auch Marokkanisches Arabisch und Französisch werden von vielen verstanden.

## Wirtschaft
Jahrhundertelang lebten die Bewohner des abgelegenen Tals als Selbstversorger von der Landwirtschaft und der Viehzucht. Auf kleinen Parzellen wurden hauptsächlich Gerste, Zwiebeln und Gemüse angebaut; zum Viehbestand gehörten Schafe, Ziegen und Hühner. Erst seit den 1980er Jahren versucht man, eine auch für Touristen annehmbare Infrastruktur aufzubauen, doch noch ist das Tal von den Segnungen des Tourismus weitgehend unberührt.

## Geschichte
Mangels schriftlicher Aufzeichnungen ist über die frühere Geschichte des Hochtals nichts bekannt. Man kann jedoch davon ausgehen, dass es zuerst von Jägern durchstreift und in einer späteren Phase von Viehnomaden (Transhumanten) als Sommerweide genutzt wurde. Erst allmählich (vielleicht erst im ausgehenden Mittelalter) setzte der Prozess der Sesshaftwerdung ein, der jedoch zu ständigen Konflikten mit den immer noch umherziehenden Nomaden, aber auch mit verfeindeten Nachbardörfern führte.

## Sehenswürdigkeiten
Abgesehen von vielfältigen landschaftlichen Aspekten beeindrucken bis auf den heutigen Tag die einfachen, aus den von der Natur zur Verfügung gestellten Baumaterialien (Feldsteine, Lehm, Holzstämme und Schilf) gefertigten eingeschossigen Wohnhäuser und die blockhaft wirkenden mehrgeschossigen Wehr- und Speichertürme (agadire). Letztere vermitteln einen Eindruck von der Verteidigungsbereitschaft der hier lebenden Berberbevölkerung.

## Umgebung
Nur etwa 50 km Luftlinie aber ca. 135 km Fahrtstrecke nördlich befinden sich bei Boutferda in der Aoujgal-Schlucht weitere – in hoch aufragende Felswände eingearbeitete – Speicher- und Wehrbauten.